# Gehyra lazelli
Gehyra lazelli (південна скельна дтелла) — вид геконоподібних ящірок родини геконових (Gekkonidae). Ендемік Австралії.

## Поширення і екологія
Південні скельні дтелли мешкають від східного краю пустелі Налларбор в Південній Австралії до центральних і західних районів Нового Південого Уельсу, можливо, також на північному заході Вікторії. Вони живуть в кам'янистих напівпустелях, серед скель, трапляються поблизу людських поселень. Відкладають яйця.